# Gonzaga soroanus
Gonzaga soroanus är en insektsart som beskrevs av Alayo 1968. Gonzaga soroanus ingår i släktet Gonzaga och familjen guldögonsländor. Inga underarter finns listade i Catalogue of Life.